# Niksar

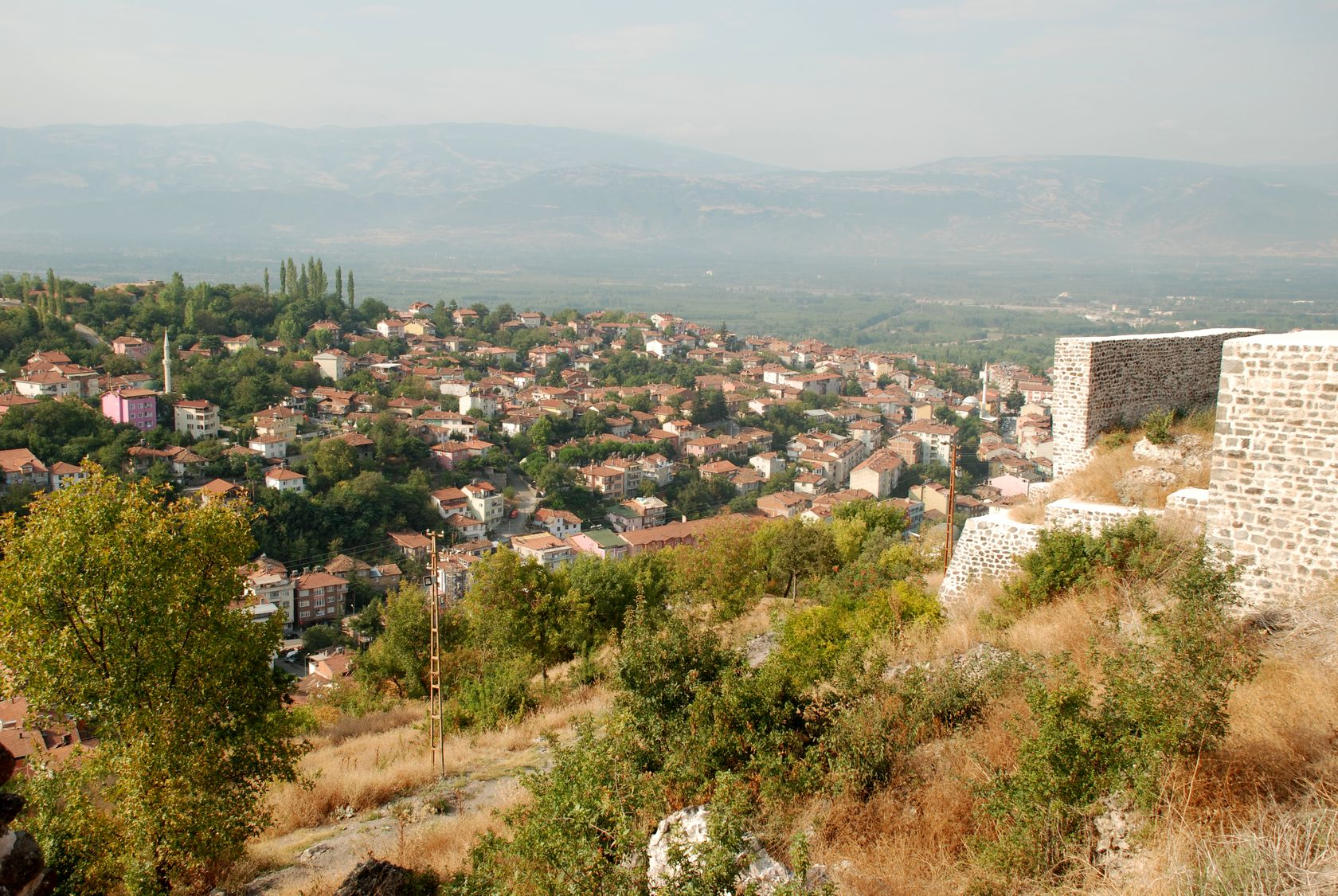
Vom Festungshügel nach Südwesten über die Altstadt, im Hintergrund das Tal des Kelkit Çayı

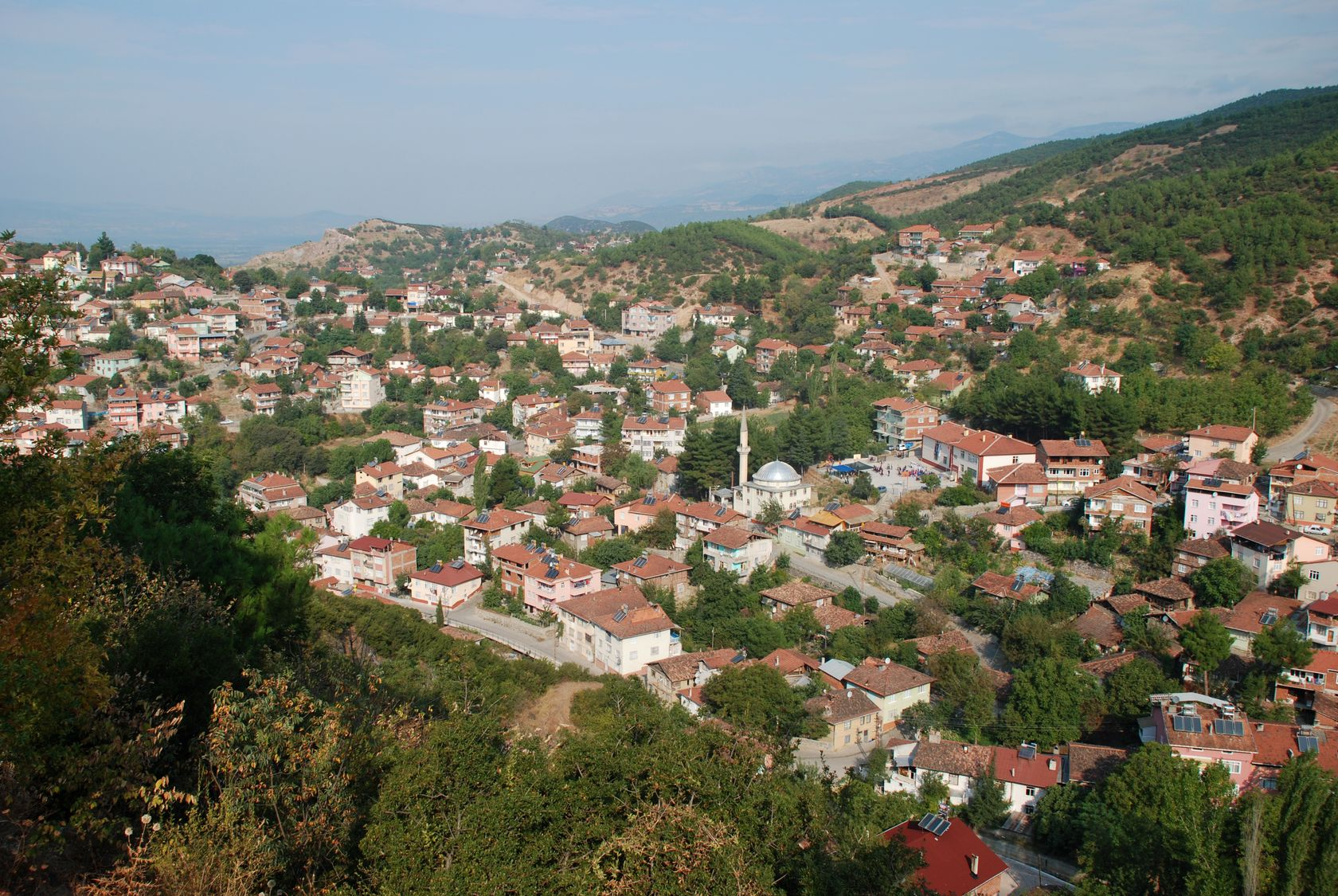
Vom Festungshügel über den nördlichen Stadtteil

Niksar ist eine Stadt in der türkischen Provinz Tokat und der Hauptort des gleichnamigen Landkreises. Die Stadt Niksar ist die viertgrößte Stadt der Provinz. Von der antiken Festung Kabeira, die ab etwa 300 v. Chr. zum Königreich Pontos gehörte, und der in der römischen Zeit Neokaisareia genannten Stadt sind keine Reste erhalten. Einige kleinere seldschukische Grabbauten (Türben) stammen aus dem 12. Jahrhundert.

## Lage
Die Stadt liegt am Nordrand einer breiten Talebene (Niksar Ovası), die vom Kelkit Çayı in nordwestlicher Richtung durchflossen wird. Er ist ein Zufluss des Yeşilırmak, der nahe Samsun das Schwarze Meer erreicht. Der Bach Niksar Su fließt mitten durch die Altstadt und mündet etwa zwei Kilometer weiter in der Ebene in den Kelkit. Weitere Nebenflüsse überwiegend aus den Bergen im Norden bewässern das Tal. Dort steigen die Canik Dağları, eine zum Pontischen Gebirge zählende Bergregion auf Höhen zwischen 1500 und 1800 Meter an. Von Tokat, 43 Kilometer südwestlich, führt die D 850 nach Niksar und von hier über einen 1365 Meter hohen Pass in den Canik-Bergen in 135 Kilometern nach Ünye am Schwarzen Meer. Die Kreuzung mit der in ost-westlicher Richtung verlaufenden Fernstraße 100/E 80 zwischen Amasya und Erzincan liegt neun Kilometer südlich von Niksar in der Ebene.

## Landkreis
Der Landkreis Niksar ist der siebtgrößte Kreis der Provinz. Er grenzt an den Kreis Erbaa im Nordwesten, den zentralen Landkreis Tokat im Südwesten, den Kreis Almus im Süden, die Kreise Başçiftlik und Reşadiye im Südosten sowie im Norden an die Kreise Akkuş und Kumru (Provinz Ordu).
Wälder bedecken einen großen Teil des Berglandes. 14 Kilometer nordöstlich auf der Straße Richtung Ünye beginnt beim Dorf Çamiçi auf einer Höhe von über 1000 Metern ein Hochplateau mit Kiefernwäldern. Hotels bieten sich als Quartier für Wanderungen an. In den Bergen nördlich von Niksar ist die warme Thermalquelle von Ayvaz ein Ausflugsziel. Das seit langem geschätzte Mineralwasser wird abgefüllt und auch ins Ausland exportiert.
Landwirtschaftlich genutzt werden vor allem die fruchtbaren Ebenen, in denen neben Getreide auch Gemüse und Obstbäume gedeihen. Entlang der Flüsse wachsen Pappeln und Weiden, in höheren Lagen nördlich von Niksar Buchen, Kiefern und Fichten. In den Bergwäldern leben Frettchen, Hasen, Wölfe, Füchse, Luchse, Bären und Wildschweine. Rebhühner, Wachteln und Enten gehören zu den Wildvögeln.
Niksar liegt am Übergang zwischen dem im Winter relativ milden Klima am Schwarzen Meer und dem Kontinentalklima Zentralanatoliens. Generell ist es im Winter regnerisch und im Sommer heiß. Im Durchschnitt fallen 475,2 mm Niederschlag, die Jahresdurchschnittstemperatur beträgt 14,7 °C.

## Verwaltung
Der Kreis (bzw. Kaza als Vorgänger) bestand seit 1907 im Sandschak Tokat des Vilâyet Sivas. Zur ersten Volkszählung (1927) hatte er eine Einwohnerschaft von 28.835 (in 108 Ortschaften auf 1.200 km² Fläche) auf, davon 6.373 im Verwaltungssitz.
Ende 2020 besteht der Kreis aus:
- sechs Gemeinden (Belediye) mit insgesamt 49.690 Einwohnern:
  - Niksar (36.321)
  - Yazıcık (2.592)
  - Serenli (3.185)
  - Yolkonak (2.685)
  - Gürçeşme (3.064)
  - Gökçeli (1.843 Einw.)
- 83 Dörfern (Köy) mit durchschnittlich 138 Bewohnern, das größte Dorf ist Mahmudiye (619 Einw.) ist das größte Dorf, das kleinste zählt nur elf Einwohner. 30 Dörfer haben mehr Einwohner als der Durchschnitt, 38 weniger als 100 Einwohner.

Die drei Bucaks Ardıçlı, Gökçeli und der zentrale Bucak wurden 2017 aufgelöst. Die ehemaligen Belediyes Günebakan, Kuyucak und Özalan wurden 2013 wieder zu Dörfern zurückgestuft. Die Dörfer Boğazbaşı, Haydarbey und Kumçiftlik wurden 2018 in die Kreisstadt Niksar eingegliedert und Stadtteile (Mahalle) dort, das Dorf Buz wurde ein Mahalle der Stadt Gürçeşme.
Der Kreis liegt mit seiner Bevölkerungsdichte von 68,8 Einw. je km² über den Provinzwert von 59,5 und hat einen städtischen Bevölkerungsanteil von 81,30 Prozent.

## Geschichte
Um 302 v. Chr. begründete Mithridates I. das griechische Königreich Pontos, das anfangs aus dem Amasya-Gebiet, den Ebenen von Taşova, Niksar und Tokat bestand und sich möglicherweise nach Süden bis Sivas ausdehnte. Unter seinem Nachfolger in der klassischen römischen Zeit, Mithridates Eupator (reg. um 120–63 v. Chr.), diente Amasya als Hauptstadt und die reichlich bewässerte Ebene von Niksar war das hauptsächliche Anbaugebiet dieses Reiches. Die zu dieser Zeit Kabeira oder Cabeira genannte Stadt besaß einen Königspalast und war der Marktplatz für die landwirtschaftlichen Produkte der Umgebung. 71 v. Chr. drang der römische Feldherr Lucullus in das Königreich Pontos vor. Ein Jahr später kam es zur Schlacht zwischen den Römern und Mithridates im dritten mithridatischen Krieg, Niksar ging in Besitz der Römer über.
Unter dem römischen Feldherrn Pompeius wurde die Schwarzmeerregion 64 v. Chr. zur römischen Provinz Bithynia et Pontus und Kabeira in Diospolis, dann in Sebaste und schließlich in Neokaisareia (andere Schreibweise Neocäsarea) umbenannt. Die Bevölkerung der Städte blieb dieselbe wie zuvor, vermehrt um einige von Pompeius Soldaten, die sich hier niederließen. Mithridates Sohn Pharnakes II. (reg. 63–47 v. Chr.) eroberte den Pontus, dessen Herrscher vor der Zeitenwende noch mehrmals wechselten und die den Städten eine gewisse Autonomie beließen. 37 bis 8 v. Chr., war Polemon I. ein pontischer König, der sich mit einer benachbarten römischen Provinz arrangierte. Seine Residenz war vermutlich Niksar (Kabeira). Sicher ist, dass seine Witwe Pythodoris, die ihm von 8 v. Chr. bis 23 n. Chr. auf dem Thron nachfolgte, in Niksar residierte.
Das Kleinreich um Neokaisareia war mit dem Tod von Polemon II. 64 n. Chr. beendet und wurde in die römische Provinz Galatia einverleibt. Die Städte innerhalb dieser Provinz bekamen erneut Gebiete zur eigenen Verwaltung zugeteilt. Bis zum Jahr 71 oder 72 hatten die Römer ihre Macht nach Osten bis Kleinarmenien ausgedehnt, dessen einzige größere Stadt Nikopolis war. Dort errichteten römische Legionäre die Grenzfestung Satala (heutiges Dorf Sadak), im Jahr 76 verbanden sie Neokaisareia mit Satala durch eine Militärstraße.
Auf den Theologen Gregor von Neocäsarea (um 210 – um 270) geht der frühe Bischofssitz von Niksar zurück, dessen Gebiet die Kelkit-Ebene weit nach Osten bis Koyulhisar und im Norden die Nordhänge des Pontischen Gebirges umfasste. Daraus entstand das Titularerzbistum Neocaesarea in Ponto der römisch-katholischen Kirche. Im Jahr 314 gab es ein Konzil. Unter dem oströmischen Kaiser Theodosius I. wurden die Städte in den Jahren zwischen 378 und 386 neu in Provinzen aufgeteilt. Neokaisareia und Komana Pontika bildeten zusammen mit Polemonion (nahe Fatsa), Kerasous (heute Giresun) und Trapezous (heute Trabzon) am Schwarzen Meer die Provinz Pontus Polemoniacus. Kaiser Justinian I. ließ diese Provinz 535 um die kleinarmenischen Städte Nikopolis, Satala und Koloneia (heute Şebinkarahisar) vergrößern.
Nach der arabischen Eroberung Ostanatoliens ab der Mitte des 7. Jahrhunderts lag die Grenze zwischen der arabischen und byzantinischen Einflusssphäre südlich des oberen Kızılırmak. Niksar gehörte im 8. und 9. Jahrhundert zu einem Armeniakon genannten Militärdistrikt (Thema). Einzelne Bezirke (Kleisourarchiai) innerhalb dieses Themas verselbständigten sich in der Mitte des 9. Jahrhunderts und wurden selbst zu Themata. Im 10. Jahrhundert besaß Neokaisareia sehr wahrscheinlich eine große Festung und südöstlich eine von einer Verteidigungsmauer umgeben städtische Siedlung. Zum Erzbistum der Stadt gehörte die Schwarzmeerküste zwischen Oinaion (Ünye) bis Kotyora (Ordu).
Als turkstämmige Völker 1067 in Anatolien eintrafen, eroberte Afşin Bey, einer der Kommandeure des seldschukischen Sultans Alp Arslan, die Stadt. Die Byzantiner gewannen sie 1068 zurück. Nach der Schlacht bei Manzikert eroberte Artuk Bey Niksar, das 1073 wiederum byzantinisch wurde. Gümüştekin Ahmet Ghazi († 1104), Gründer der Danischmenden-Dynastie und nachmals als Danischmend Ghazi bekannt, nahm um 1077 die Stadt ein und machte sie zu seinem Hauptsitz, vermutlich weil es die größte und am besten zu verteidigende Stadt der Region war und Tokat Anfang des 12. Jahrhunderts offensichtlich kaum Bedeutung besaß. Selbst Sivas war zu dieser Zeit nicht von Verteidigungsmauern umgeben. Als während des Ersten Kreuzzugs die Kreuzfahrer durch das Gebiet marschieren wollten, konnte Danischmend Ghazi im Jahr 1000 den Anführer Bohemund von Tarent (1051–1111) gefangen nehmen und in der Festung von Niksar einsperren.
Niksar wurde ein kulturelles Zentrum, geriet aber durch die Belagerung byzantinischer Truppen, besonders im Winter 1139/40 in Bedrängnis. Danischmend Ghazis übernächster Nachfolger Malik Mehmet Ghazi (reg. 1134–1142) verlagerte daher seine Hauptstadt von Niksar weiter südlich nach Kayseri. Als Yağibasan (Yaghıbasan, † 1164) die Macht antrat, war das Danischmendenreich durch Familienstreitigkeiten zersplittert, Yağibasans Macht beschränkte sich auf das Gebiet der Städte Niksar, das er bald zu seiner Hauptstadt erklärte, Tokat, wo er eine große Medrese bauen ließ, und Amasya. Die Danischmenden haben den römischen Namen der Stadt Neokaisareia zum heutigen Niksar verschliffen.
1175 wurde Niksar ein Vasall des Sultanats der Rum-Seldschuken unter Kılıç Arslan II. Nach der Mongoleninvasion im 13. Jahrhundert verschwand die Bedeutung von Niksar allmählich, während Sivas und Tokat sich zu entwickeln begannen. Niksar wurde vom Beylik Eretna verwaltet, benannt nach dem gleichnamigen Dynastiegründer († 1352), und später vom Beylik Tacettinoğulları, zu dessen Hauptsitz die Stadt wurde.
Zumindest 1387 bestand in Niksar ein kleines und vermutlich schwaches Emirat. Nachdem Kadi Burhan al-Din, der Niksar 1387 eroberte, in einer Schlacht getötet worden war, baten die Bewohner von Niksar den Osmanensultan Bayezid II. um Hilfe. Sein Sohn Süleyman Çelebi nahm die Stadt um 1392 für die Osmanen ein. Später wurde Niksar Teil der Provinz Tokat. Mehmet II. (reg. von 1444 mit Unterbrechung bis 1481) startete von Niksar aus einen Feldzug gegen Trabzon, Selim I. (reg. 1512–1520) und Süleyman der Große (reg. 1520–1566) fielen von hier in den Osten ein.
Der osmanische Schriftsteller und Reisende Evliya Çelebi (1611–1683) besuchte 1672 die Stadt und berichtet vielleicht etwas überschwänglich von 70 Schulen, sieben Sufi-Klöstern, 500 Einkaufsläden – davon vielen Schuhmachern – und kopfgroßen Granatäpfeln auf dem Markt. Im 16. und 17. Jahrhundert war Niksar wohl ein einfacher Marktflecken und die Residenz eines Emirs. Die Bevölkerung war Mitte des 17. Jahrhunderts überwiegend muslimisch.
Vor dem Ersten Weltkrieg lebten etwa 4000 Einwohner in Niksar, davon waren etwa ein Viertel armenische Christen, die wie überall überwiegend im Handel tätig waren. 1915 wurden die Armenier deportiert.
Am 26. März 1972 entführte Mahir Çayan zusammen mit neun anderen Revolutionären, Aktivisten der Volksbefreiungsarmee der Türkei (THKO) und Dev-Genç sowie Zivilisten aus Fatsa zwei britische und einen kanadischen Techniker einer Radarstation in Ünye. Damit beabsichtigten sie, Deniz Gezmiş, Hüseyin İnan und Yusuf Aslan, die als Führer der THKO zum Tode verurteilt worden waren, freizupressen. Vier Tage später, am 30. März 1972, wurden Çayan und seine Freunde von einer Spezialeinheit im Dorf Kızıldere im Kreis Niksar gestellt und getötet.

## Stadtbild

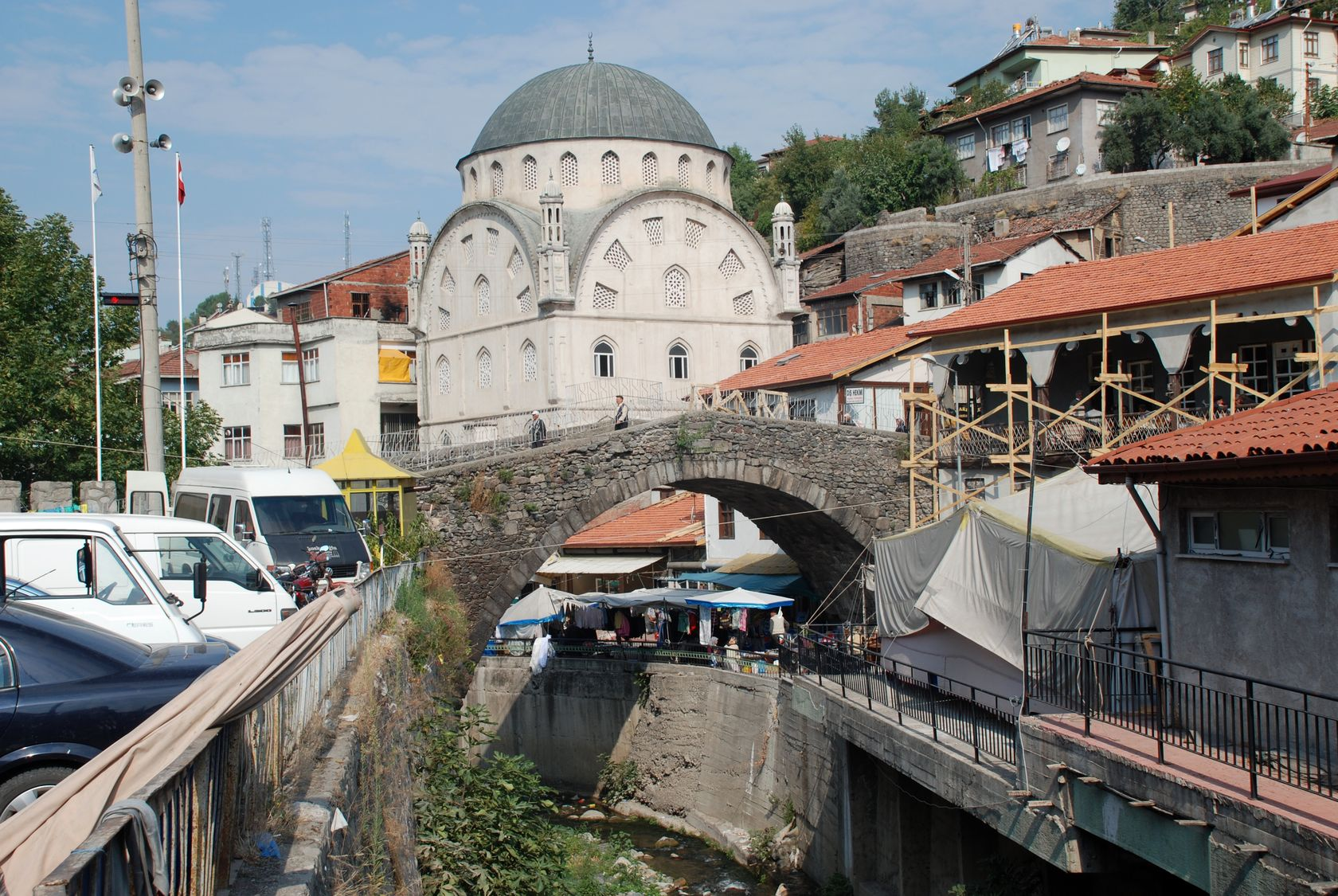
Altstadt südlich der Burg. Osmanische Brücke beim Kleidermarkt

Das Stadtzentrum ist eingebettet zwischen den Hängen eines sich nach Westen zur Ebene erweiternden Seitentals südlich des Festungshügels. Der Niksar Su zwängt sich im Tal zusammen mit einer Straße durch die dichte Bebauung mit wenigen noch erhaltenen osmanischen Holzfachwerkhäusern in der Altstadt. Die Hauptstraße nach Ünye verläuft etwa parallel 100 Meter nördlich. Beim Gemüse- und Kleidermarkt überspannt eine osmanische Steinbogenbrücke den Fluss, wenige Meter entfernt befinden sich eine von mehreren Kuppelmoscheen im osmanischen Stil und die innerstädtische Haltestelle für Busse in die nähere Umgebung. Der Busbahnhof für Fernbusse liegt weiter unten am Stadtrand an der Ausfallstraße Richtung Tokat. Die Stadterweiterung hat den Festungshügel in der Ebene und von einer flachen Talmulde im Norden, also von drei Seiten eingekreist. Nach Osten geht der vorgelagerte Hügel in einem schmalen Rücken zwischen den beiden Tälern in das ansteigende bewaldete Bergland über.
Der ehemals befestigte Stadtbereich zog sich den südöstlichen Steilhang bis dicht unter die Festung hinauf. Das Mausoleum Danischmend Ghazis liegt im Nordosten oberhalb der Stadt auf einem großen Friedhof links der Straße Richtung Tokat. Der Friedhof könnte früher innerhalb der Stadtmauer gelegen haben, von der keine Reste mehr erhalten sind.

### Festung
Von den Burgmauern sind praktisch keine originalen Reste erhalten. Die sichtbaren Mauern wurden entlang den Außenabmessungen restauriert, die aus der Danischmenidenzeit, vermutlich von Yağibasan († 1164) stammen. Auf ihn geht sehr wahrscheinlich die Yağibasan-Medresesi am westlichen Ende des einen Kilometer langen Hügels zurück. In osmanischer Zeit wurde sie in einem ähnlichen Stil restauriert. Teile der Mauer zeigen den Verlauf in einem Bogen um die südwestliche Hügelspitze. Das Eingangstor befand sich vermutlich an der westlichen Südseite in der Nähe einer Medrese, an deren Ostseite vermutlich im 19. Jahrhundert ein heute zerstörtes Polizeigebäude errichtet wurde.
Im Nordosten begrenzte eine quer zum Hügel verlaufende drei Meter dicke Mauer mit quadratischen Wachtürmen an jeder Ecke den Hof. Einer der Türme war massiv gemauert mit fünf bis sechs Metern Seitenlänge, der andere war ein Torbau. Dazwischen stand ein weiterer Turm mit einer Kammer, über deren Gewölbe der Wehrgang hinwegführte. Hier begann etwa in der Mitte die auf dem Hügelkamm bis zum Friedhof führende Stadtmauer, deren Verlauf stellenweise rekonstruierbar ist.
Die 1157/58 erbaute Yağibasan-Medresesi ragte mit ihrer Nordwand teilweise über die nördliche Wehrmauer hinaus. Eine Reihe von Kammern des ungefähr rechteckigen Gebäudes umgab an allen Seiten einen zentralen Hof, der von einer Kuppel überwölbt war. Sie stellte zusammen mit der 1151–1157 erbauten Medrese in Tokat die früheste Kuppelmedrese in Anatolien dar. Zwei Iwane an der Nord- und Ostseite öffneten sich zum Innenhof. Die Steine der in den 1970er Jahren noch erhaltenen Wände waren unbearbeitet, nur für die Außenseite der Kuppel verwandte man behauene Quader. Gemäß lokaler Überlieferung und bestätigt durch ein Stück Wandputz, auf dem eine Figur mit Heiligenschein zu erkennen ist, wurde das Gebäude eine gewisse Zeit als Kirche genutzt. Das heutige Gebäude ist nur zu geringen Teilen original.

### Gebäude in der Stadt

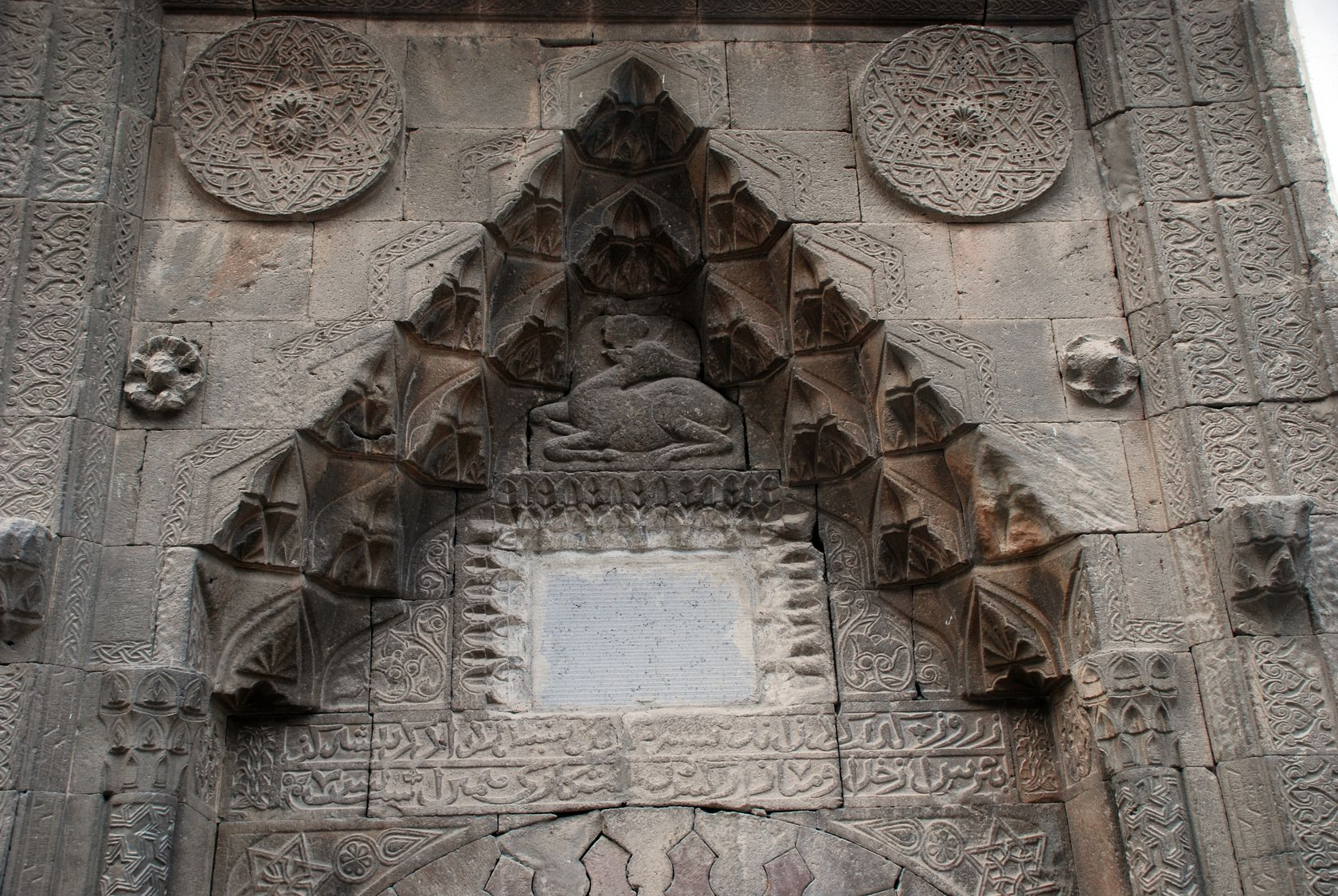
Tympanonfeld über dem Eingang der Çöreği Büyük Tekkesi

Die Große Moschee (Ulu Cami) wurde vermutlich unter den Danischmenden im 12. Jahrhundert errichtet und in der Folge mehrfach restauriert und umgebaut. Ein annähernd quadratischer Innenhof liegt nach Norden versetzt in einer rechteckigen Gebetshalle. Jeweils sechs Pfeiler in vier Reihen sind miteinander durch Spitzbögen verbunden, die Kreuzgewölbe tragen. Die Mihrāb-Nische mit Muqarnas könnte aus einer frühen Zeit stammen, das Portal in der Nordwand und andere Baudetails sind osmanische Veränderungen. In der Mitte der Westwand ist ein Minarett angebaut. Nach 1970 wurde die Moschee grundlegend modernisiert und mit einem flachen Walmdach eingedeckt.
Im oberen Altstadtbereich stand die Çöreği Büyük Tekkesi aus dem 13. oder Anfang 14. Jahrhundert. Dem Namen nach war das Gebäude das Versammlungshaus eines Sufi-Ordens (Tekke), es könnte jedoch zu Anfang auch als Medrese benutzt worden sein. Çöreği Büyük war möglicherweise der Name eines Scheichs (etwa „Mann mit dem hohen Dutt“), der sich hier mit seinen Anhängern einrichtete. Das Gebäude, so wie es 1930 noch erhalten war, umschloss einen zentralen Innenhof, von dem nach Norden, Westen und Osten Iwane ausgingen. Der Eingang führte durch den etwas kürzeren Ostiwan in den Hof, die beiden Eckräume an der Nordwand waren nur über Türen im Nordiwan zu betreten. Die Wände bestanden mit Ausnahme des Ostportals aus unbehauenen Feldsteinen. Einzig die Portalfassade an der Straße blieb bis heute erhalten, das übrige eingeschossige Gebäude wurde durch einen Um- oder Neubau mit einem flachen Walmdach verändert oder ersetzt. Das Portal wird von einem zweifach gestaffelten floralen Flechtbandrahmen umgeben. Die Ecken zwischen der dreieckigen Muqarnas-Nische füllen zwei große runde Medaillons aus, die einen sechszackigen Stern mit einer Rosette im Zentrum enthalten. Ungewöhnlich ist das Relief eines liegenden Hirschs im Tympanonfeld über der Tür. Dieses Motiv kommt in der seldschukischen Bauornamentik sonst nicht vor. Die Muqarnas-Nische wird optisch von Viertelsäulen mit geometrischen Flechtbändern beidseits des Portals getragen.

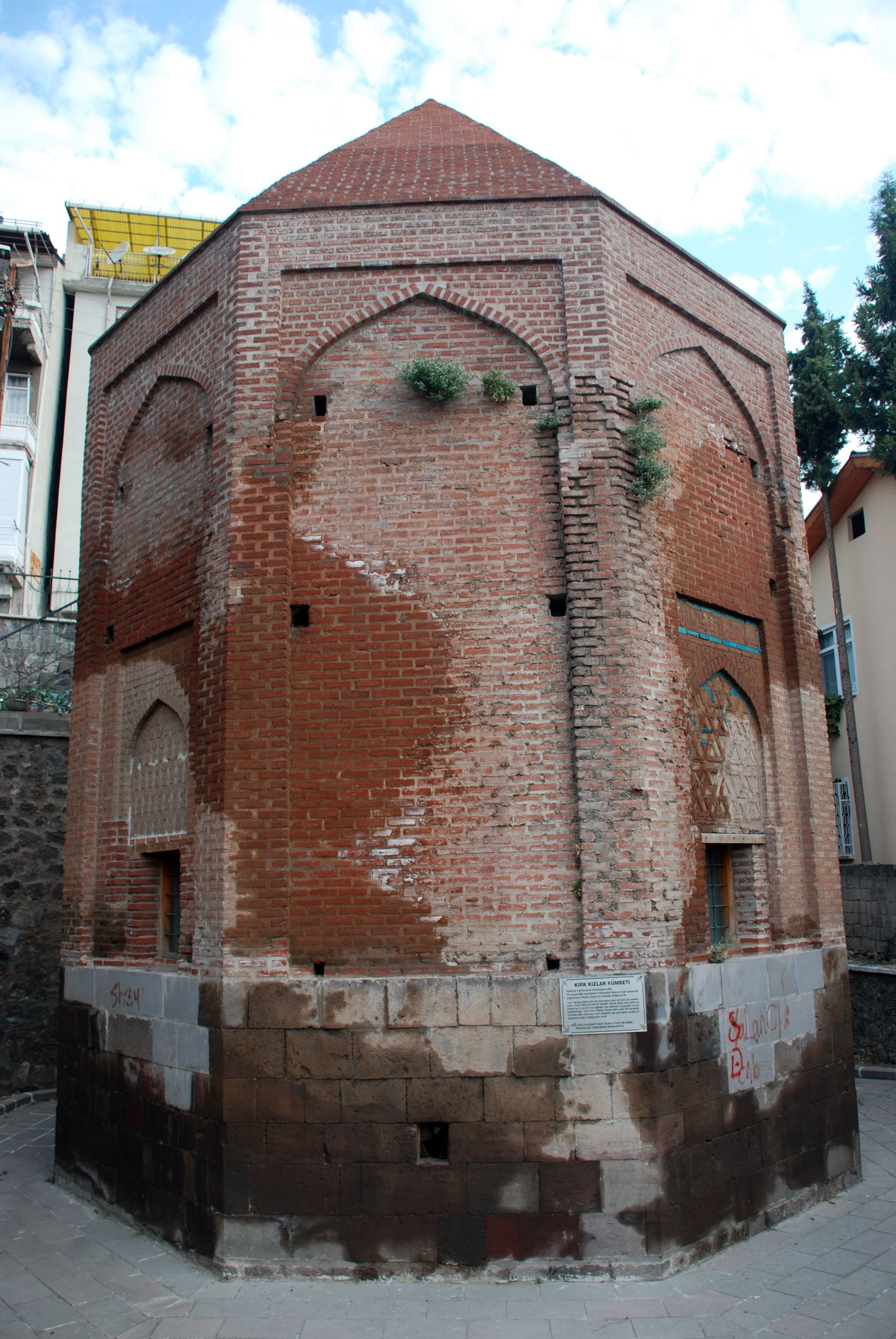
Kırk Kızlar Türbesi

Wenige Meter weiter nach oben an derselben Straße folgt auf der linken Seite die Kırk Kızlar Türbesi („Türbe der 40 Mädchen“). Wie der Grabbau aus dem Anfang des 12. oder dem Anfang des 13. Jahrhunderts zu seinem Namen kam, ist unklar, mit einer solchen Zahl von Mädchen dürfte er nichts zu tun haben. Die Türbe besitzt einen oktogonalen Sockel aus behauenen Steinquadern, auf dem sich fast ohne Rücksprung ein Ziegelturm erhebt. Zum Betraum oberhalb der Krypta führen einige Stufen außen hinauf. Der Eingang befindet sich in der Nordostwand, der Raum erhält Licht durch zwei Fenster im Südosten und Südwesten direkt oberhalb des Sockels. Die Außenwände sind durch flache Eckpilaster gegliedert, die sich oben in Spitzbögen treffen. Bogenfelder über den Fenstern und der Tür waren durch ein geometrisches Muster aus blaugrünen Fayencen, von dem nur noch geringe Reste vorhanden sind, verziert. Über einem Fenster ist das ursprüngliche strenge dreieckige Muster erkennbar, das Tympanon über der Tür ist mit lebendigen Fünfecken gestaltet.
Die Malik Ghazi Türbesi für den Begründer der Danischmend-Dynastie auf dem Hügel nordöstlich der Stadtmitte wurde mehrfach umgebaut. Ein schlichter quadratischer Raum wird von einer Kuppel überragt, deren Übergang zum Quadrat über eine seldschukische Form von Pendentifs erfolgt, die „türkisches Dreieck“ genannt wird. Außen sind am Dach unbehauene Steine zu sehen. Zur Türbe gehört ein ummauerter Friedhof, auf dem einige Grabsteine von sufischen Heiligen erhalten sind.

## Söhne und Töchter der Stadt
- Gregor der Wundertäter (um 210 – um 270), Theologe und Bischof der Alten Kirche